# Lycorina ornata
Lycorina ornata är en stekelart som beskrevs av Tohru Uchida och Setsuya Momoi 1959. Lycorina ornata ingår i släktet Lycorina och familjen brokparasitsteklar. Inga underarter finns listade i Catalogue of Life.